# Joyce Hatto
Joyce Hatto, née le 5 septembre 1928 à St. John's Wood, Londres et morte le 30 juin 2006 à Cambridge, est une pianiste britannique qui vit recluse pendant les dix dernières années de sa vie pour cause de maladie grave. Son mari, William Barrington-Coupe (en), publie sous son nom de nombreuses pièces musicales enregistrées par d'autres pianistes, prétendant qu'elle n'était pas au courant. La supercherie sera éventée après son décès.

## Carrière
Joyce Hatto a donné quelques concerts dans les années 1950. Elle a enseigné à Crofton Grange, dans un pensionnat de jeunes filles du Hertfordshire.
Ses interprétations en concert ont suscité des critiques mitigées, s'interrogeant sur ses capacités à jouer Mozart ou Rachmaninov.
Le chef d'orchestre Vernon Handley, qui dirigea le Guildford Philharmonic pour son enregistrement des Variations symphoniques d'Arnold Bax en 1970, la reconnaît comme une bonne pianiste, peu habituée cependant à jouer avec orchestre et difficile.
En 1973, elle crée au Queen Elizabeth Hall à Londres des Bourrées de Chopin récemment publiées. Depuis 1976 cependant, elle cesse toute activité de pianiste en public. Son mari explique cet arrêt par la lutte de sa femme contre un cancer, mais le radiologue qui lui a diagnostiqué un cancer des ovaires en 1992 assure qu'elle n'avait pas d'antécédent de cancer.

## Renommée
Les dernières années de sa vie, plus de 100 CD faussement attribués à Joyce Hatto sortirent. Le répertoire englobé par ses CD comprenait l'intégrale des sonates de Ludwig van Beethoven, Mozart et Sergueï Prokofiev, des concertos de Rachmaninov, Piotr Ilitch Tchaïkovski, Johannes Brahms et Felix Mendelssohn, la plupart des œuvres de Chopin, ainsi que des œuvres rares comme l'intégrale des études d'après Chopin de Leopold Godowsky. Les enregistrements étaient faits par le label anglais Concert Artist Recordings, tenu par son époux William Barrington-Coupe. Ce dernier travaillait depuis longtemps dans l'industrie du disque. Les CD étaient accompagnés de textes louant le talent de Joyce Hatto, signés de personnalités décédées au moment de la sortie des CD, et un entretien daté de 1973 mais publié en 2006.
À partir de 2003, ces CD commencèrent à recevoir des critiques enthousiastes dans des forums sur Internet. Des magazines et des sites spécialisés de musique classique, comme Gramophone, MusicWeb et Classics Today, découvrirent Joyce Hatto et publièrent des critiques des enregistrements. Des critiques renommés et un pianiste professionnel participèrent à ce concert de louanges.
En mai 2005, le musicologue canadien Marc-André Roberge nota sur Internet une curieuse similitude entre son enregistrement des études de Godowsky et celui de Carlo Grante datant de 1993, le même accord de ré♭ majeur ayant été lu par les deux pianistes comme un fa mineur, mais n'alla pas plus loin. Mais début 2006, plusieurs personnes émirent des doutes sur l'authenticité des enregistrements de Joyce Hatto, trop impressionnants en quantité et en qualité alors qu'elle était âgée de 70 ans et luttait contre le cancer. Le critique britannique Jeremy Nicholas, dans le numéro de juillet 2006 de la revue Gramophone, mit au défi les détracteurs de produire des preuves « susceptibles de tenir devant un tribunal » pour soutenir leurs assertions.
Joyce Hatto meurt le 29 ou le 30 juin 2006.

## Révélations sur les enregistrements
C'est en février 2007 qu'il fut révélé que les enregistrements de Joyce Hatto étaient des copies, parfois manipulées numériquement, d'enregistrements d'autres artistes sortis dans le commerce. Un Américain qui avait voulu écouter un de ses disques des études d'exécution transcendante de Franz Liszt sur iTunes obtint le nom d'un autre pianiste, László Simon. Il contacta un critique de Gramophone, Jed Distler, qui confirma la proximité des enregistrements en écoutant le pianiste indiqué. Le critique écrivit à William Barrington-Coupe, qui affirma ne pas comprendre plus que lui. Un spécialiste du son, Andrew Rose, confirma formellement l'identité des deux enregistrements. Dans les mois qui suivirent, les interprètes réels de la plupart des CD de Joyce Hatto furent retrouvés. Le nom d'un chef d'orchestre et d'un orchestre imaginaires cachaient des enregistrements connus de concertos. Parmi les pianistes piratés figurent Vladimir Ashkenazy, Yefim Bronfman, Jenő Jandó, İdil Biret, François-René Duchâble, Jean-François Heisser, Roger Muraro, Marc-André Hamelin, Beatrice Long, Chen Pi-hsien (en), John Browning, Janina Fialkowska (en), John O'Conor, Horacio Gutiérrez, Eugen Indjic ou Paul Kim.
William Barrington-Coupe avait déjà été condamné dans le passé pour fraude. Il avoua la supercherie dans une lettre publiée sur le site de Gramophone le 26 février 2007. Il affirma que sa femme ignorait tout de la tromperie et qu'il avait agi par amour. Ses affirmations ont été mises en doute, Joyce Hatto ayant largement appuyé l'histoire concoctée par son mari, et la vente des CD lui ayant rapporté beaucoup. Il refusa d'aider à l'identification des CD piratés. L'ensemble des CD enregistrés dans les années 1990 par Joyce Hatto sont considérés comme des impostures, « l'une des plus extraordinaires affaires de piratage que l'industrie du disque ait connues », selon un porte-parole de la British Phonographic Industry.

## Films documentaires
- Les grandes escroqueries, « Joyce Hatto, la fausse note » de Marc Maouad et Roland Sicsic, Planète+ Crime, Maydia Production 2010

## Influences
L'histoire de Joyce Hatto a été l'une des sources d'inspiration du roman La double vie d'Anna Song de Minh Tran Huy, romancière française, ainsi que du roman Om igjen (Répétition, 2014) de l'écrivaine norvégienne Monica Isakstuen.[réf. souhaitée]